# Dendrochilum brevilabre
Dendrochilum brevilabre är en orkidéart som beskrevs av Henry Nicholas Ridley. Dendrochilum brevilabre ingår i släktet Dendrochilum och familjen orkidéer.
Artens utbredningsområde är Sumatera. Inga underarter finns listade i Catalogue of Life.